# Andrův stadion
Het Andrův stadion is een voetbalstadion in Olomouc, Tsjechië. Het stadion is de thuishaven van de plaatselijke voetbalclub SK Sigma Olomouc, die hier sinds 1969 speelt. Soms wordt het ook gebruikt bij wedstrijden van het Tsjechisch nationale elftal. Op zo'n 300 meter van Andrák bevindt zich het Zimní stadion Olomouc.

## Geschiedenis
Met de bouw van het stadion is in 1938 begonnen, waarna het in 1940 geopend is. Het is vernoemd naar Josef Ander (1888-1976), een lokale ondernemer en filantroop in het interbellum die onder andere het voetbal sponsorde in de stad. In eerste instantie was Andrův stadion de thuishaven van SK Olomouc ASO, waarvan dezelfde Ander op dat moment eigenaar was. Het stadion bood in die tijd plaats aan zo'n 20.000 fans.
De hoofdtribune werd aan het eind van de Tweede Wereldoorlog door de Wehrmacht opgeblazen, omdat zich hier een munitieopslag bevond. De na de Tweede Wereldoorlog gebouwde provisorische houten tribune deed uiteindelijk dienst tot 1976. SK Olomouc ASO was in 1949 door de staat onteigend en hield in 1951 op te bestaan. Tussen 1945 en 1946 speelde ook SK Sigma Olomouc kort op Andrák, omdat die club op dat moment niet over een eigen veld beschikte.
In 1950 was het stadion ondertussen hernoemd tot Stadion Míru (Nederlands: Stadion van de Vrede). Stadion Míru werd in 1952 de thuishaven van Křídla vlasti Olomouc, de legersportclub in Olomouc. Křídla vlasti speelden hier slechts kort, want in 1955 verliet de club het stadion en in 1975 zelfs de stad. Stadion Míru was kort in het bezit van Slavoj Zora Olomouc en de stad Olomouc zelf.
In 1969 nam SK Sigma Olomouc opnieuw haar intrek, omdat haar eigen stadion Fotbalový stadion v Řepčíně te klein was geworden. Al in 1974 werd een nieuw gebouw bij het stadion gebouwd met daarin kleedkamers, kantoorruimte en een clubhuis. In 1977 werd begonnen met de bouw van de nieuwe hoofdtribune die in 1979 in gebruik werd genomen en in 1980 af was. Al in 1985 werd Stadion Míru verder uitgebreid met de bouw van een tribune tegenover de hoofdtribune. Na de val het communisme in Tsjecho-Slowakije werd in 1993 de oorspronkelijke naam aan het stadion teruggeven.
In 1998 werden alle staanplaatsen op de hoofdtribune omgebouwd tot zitplaatsen en werd begonnen met de bouw van de noordelijke tribune, die twee jaar later af was. Tijdens  het Europees kampioenschap voetbal onder 17 - 1999 werd een groepswedstrijd en de finale op Andrák afgewerkt. In 2005 werd in het stadion voor het eerst de finale van de Tsjechische beker (de toenmalige Pohár ČMFS) gespeeld, iets wat zich in 2017 zou herhalen (als MOL Cup). Met de bouw van de nieuwe zuidelijke tribune werd begonnen in 2009 en werd voltooid in 2010. In de zuidelijke tribune bevinden zich naast normale zitplaatsen, VIP-plaatsen, skyboxen en 30 appartementen.
De laatste verbouwing aan het stadion vond plaats van 2014 tot 2015 aan de hoofdtribune om aan de eisen van de UEFA te kunnen voldoen voor het Europees kampioenschap voetbal mannen onder 21 - 2015 in Tsjechië. Vier wedstrijden, drie groepswedstrijden en een halve finale, werden gespeeld in het Andrův stadion.
In het seizoen 2017/18 speelde FC Fastav Zlín haar drie Europese thuiswedstrijden in de Europa League in het Andrův stadion, omdat het eigen stadion niet aan de eisen voldeed.
In 2018 kocht de stad Olomouc het stadion van de club SK Sigma Olomouc en aandelen in de club voor 145 miljoen Tsjechische kronen.
Op 11 september 2021 evenaarde het Tsjechische nationale elftal op Andrák zijn grootste overwinning door tegen Koeweit met 7–0 te winnen.

## Toekomst
Er zijn plannen om de zuidelijke tribune door te trekken tot de achterlijn van het veld. Daarnaast wil men alle zitplaatsen die nog niet overdekt zijn overdekt maken.

## Interlands
Het Tsjecho-Slowaaks voetbalelftal en het Tsjechisch voetbalelftal speelden tot op heden zestien interlands in het Andrův stadion.
| 1  | 27 maart 1991    | Tsjecho-Slowakije – Polen   | 4 – 0 | Vriendschappelijk |
| 2  | 16 oktober 1991  | Tsjecho-Slowakije – Albanië | 2 – 1 | EK-kwalificatie   |
| 3  | 25 maart 1998    | Tsjechië – Ierland          | 2 – 1 | Vriendschappelijk |
| 4  | 21 augustus 2002 | Tsjechië – Slowakije        | 4 – 1 | Vriendschappelijk |
| 5  | 11 juni 2003     | Tsjechië – Moldavië         | 5 – 0 | EK-kwalificatie   |
| 6  | 7 september 2005 | Tsjechië – Armenië          | 4 – 1 | WK-kwalificatie   |
| 7  | 7 september 2010 | Tsjechië – Litouwen         | 0 – 1 | EK-kwalificatie   |
| 8  | 14 november 2012 | Tsjechië – Slowakije        | 3 – 0 | Vriendschappelijk |
| 9  | 22 maart 2013    | Tsjechië – Denemarken       | 0 – 3 | WK-kwalificatie   |
| 10 | 14 november 2013 | Tsjechië – Canada           | 2 – 0 | Vriendschappelijk |
| 11 | 3 juni 2014      | Tsjechië – Oostenrijk       | 1 – 2 | Vriendschappelijk |
| 12 | 10 juni 2019     | Tsjechië – Montenegro       | 3 – 0 | EK-kwalificatie   |
| 13 | 7 september 2020 | Tsjechië – Schotland        | 1 – 2 | Nations League    |
| 14 | 11 november 2021 | Tsjechië – Koeweit          | 7 – 0 | Vriendschappelijk |
| 15 | 16 november 2022 | Tsjechië – Faeröer          | 5 – 0 | Vriendschappelijk |
| 16 | 20 november 2023 | Tsjechië – Moldavië         | 3 – 0 | EK-kwalificatie   |

## Fotogalerij

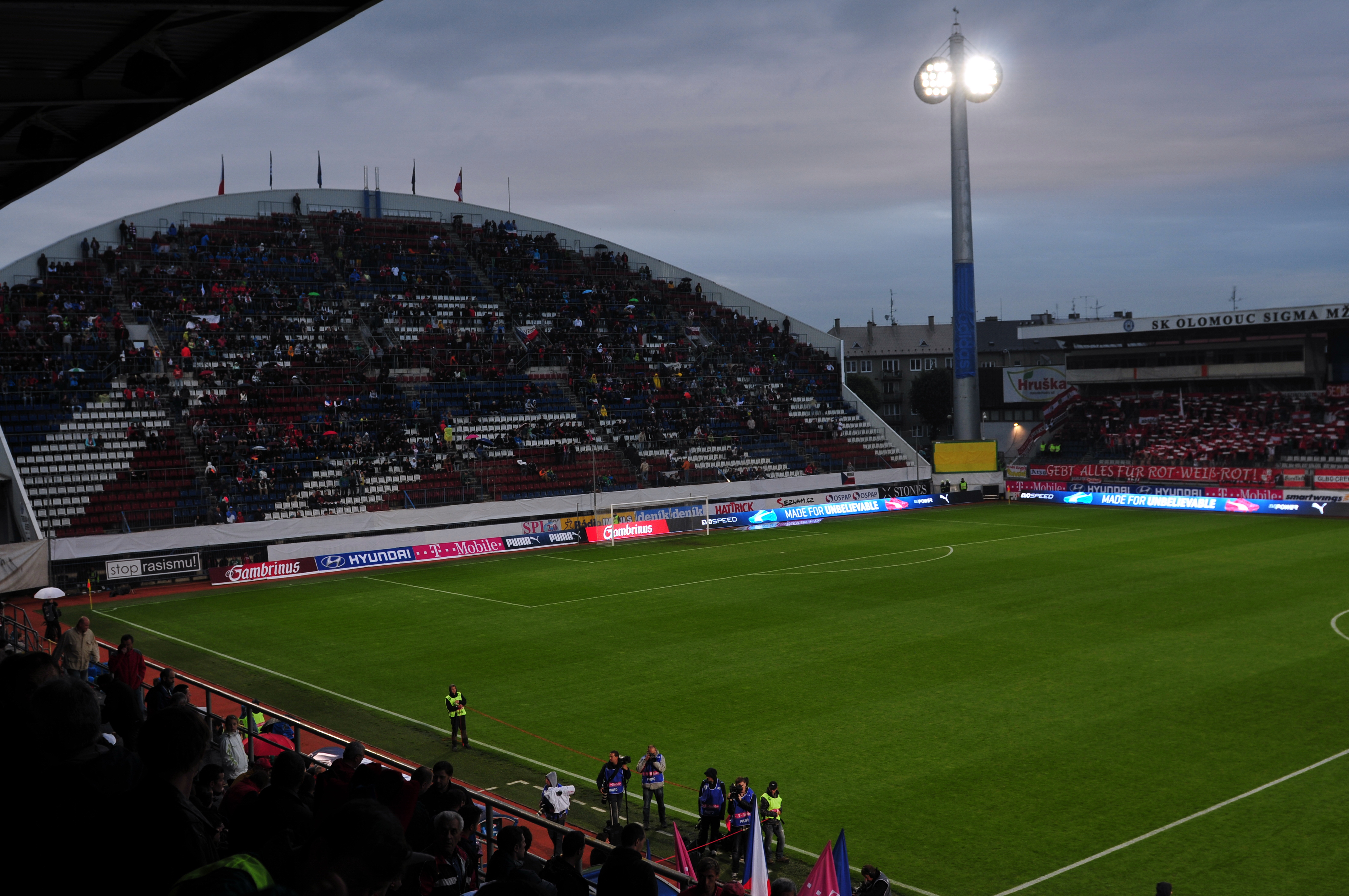
De noordtribune
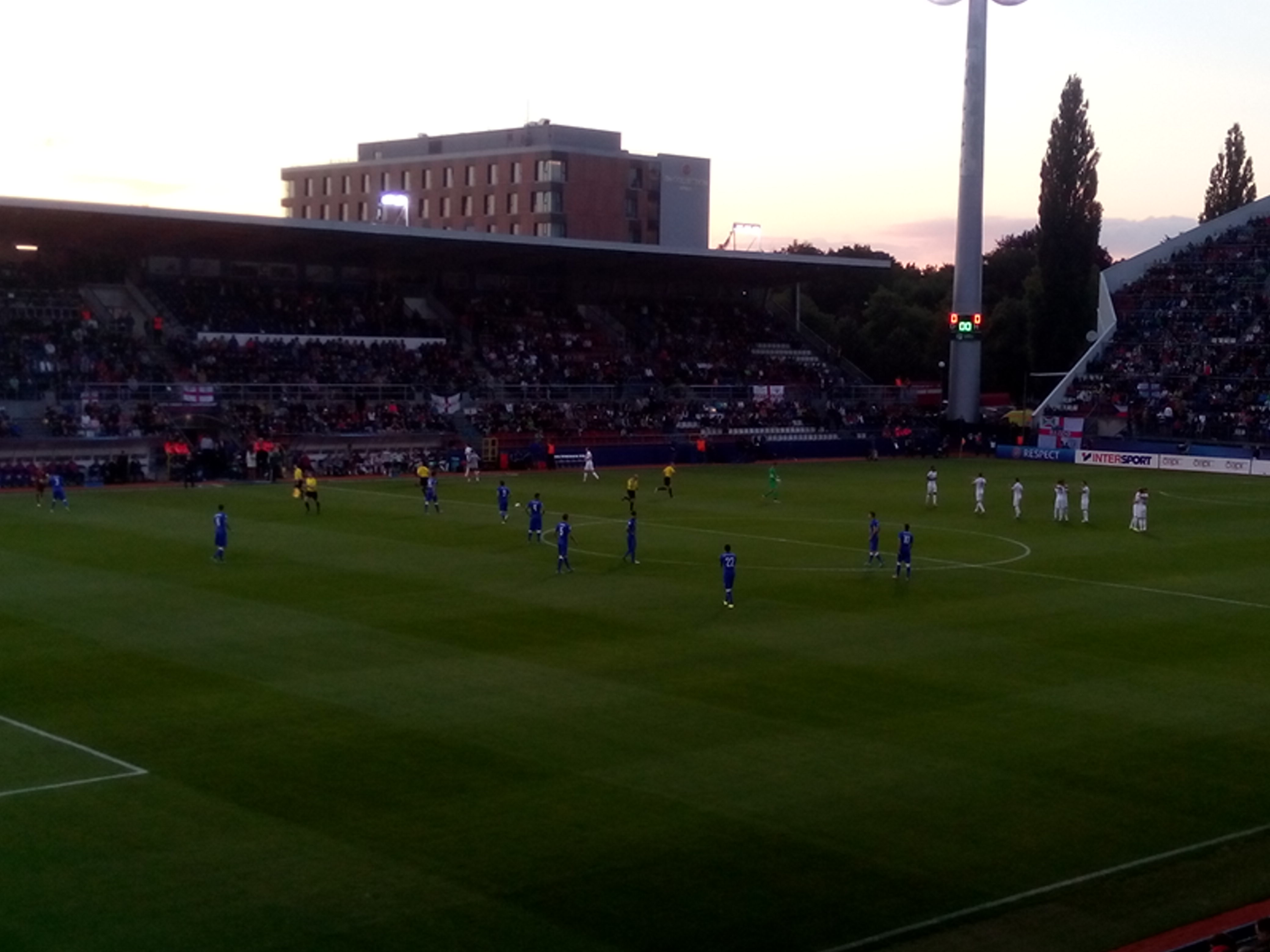
De oosttribune
De westtribune
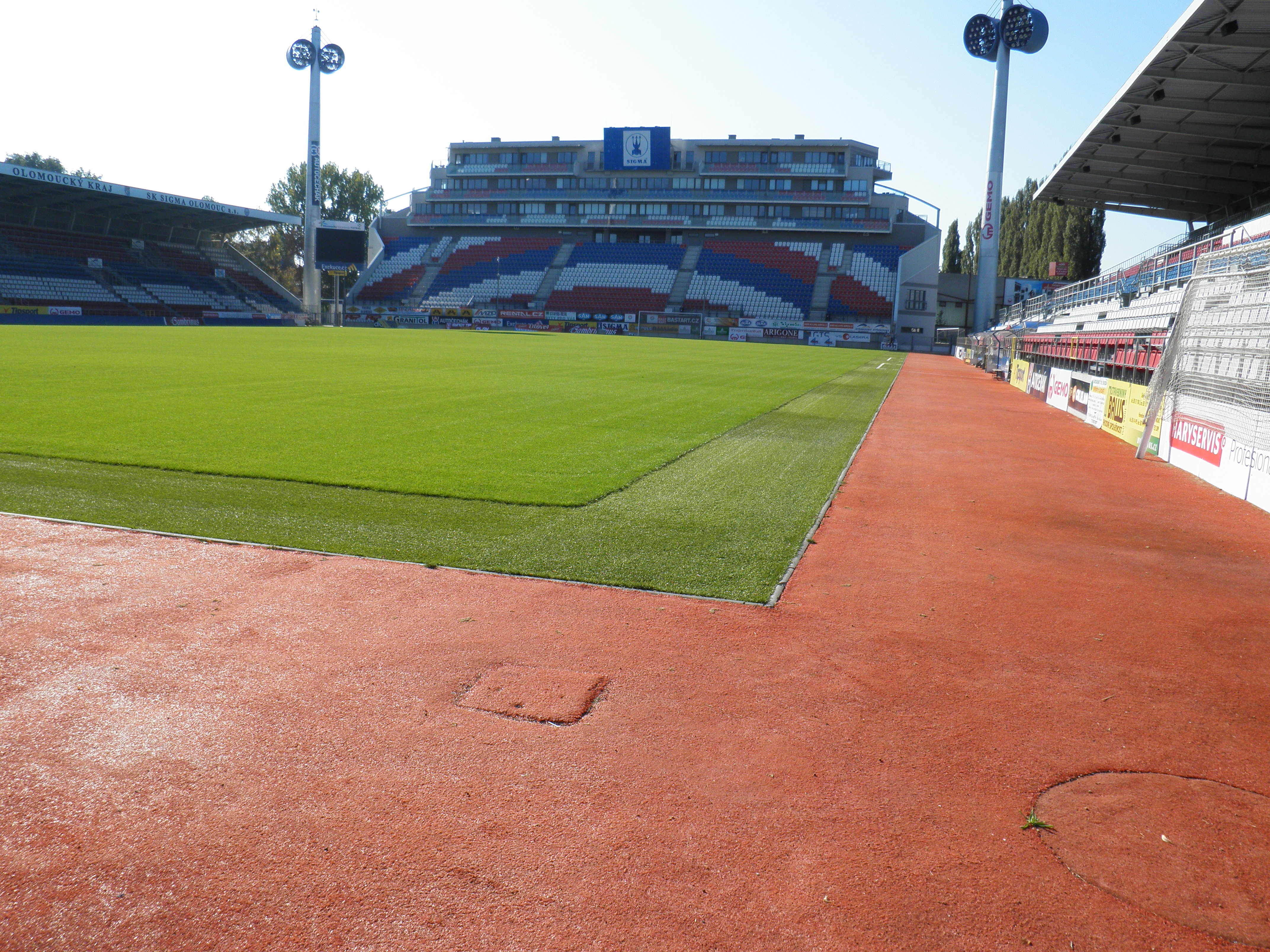
De zuidtribune
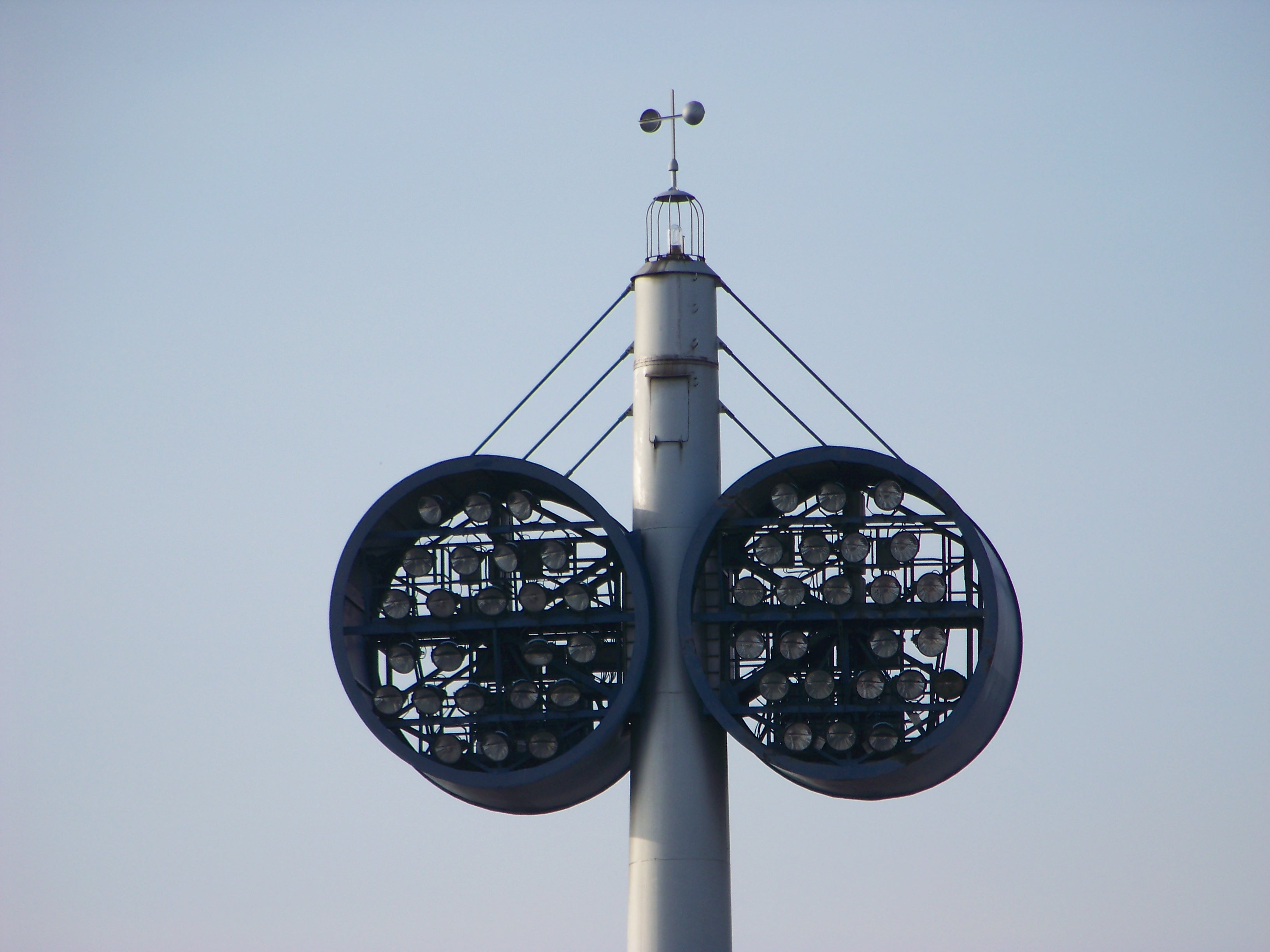
Een van de lichtinstallaties